# Jack Frost (película de 1979)
Jack Frost (Juanito Escarcha en Latinoamérica) es un especial de televisión de animación stop motion navideña de 1979 producido por Rankin/Bass Productions. Fue dirigida por Jules Bass y Arthur Rankin, Jr., escrita por Romeo Muller, narrada por Buddy Hackett y protagonizada por Robert Morse, Debra Clinger y Paul Frees. El especial se estrenó en NBC el 13 de diciembre de 1979 y cuenta la historia de Jack Frost y sus aventuras como humano. Se emite anualmente en AMC, como parte de su bloque de programación Best Christmas Ever.

## Trama
La historia está narrada por una marmota llamada Pardon-Me-Pete, que tiene un trato con Jack Frost para extender el invierno por 6 semanas, dejándolo dormir mucho más. Pete comienza a hablar sobre la leyenda de Jack Frost.
Todo comienza cuando Jack Frost, un duende inmortal de invierno, se enamora de una chica humana llamada Elisa, que proclama su amor por Jack después de que él la rescata cuando Kubla Kraus, un malvado rey cosaco que vive solo en su castillo en Miserable Mountain., a excepción de su caballo de hierro Klangstomper, su mayordomo mecánico Fetch-Kvetch, su ejército de Keh-Nights y el muñeco ventrílocuo llamado Dommy como su compañero, todos hechos de hierro ya que ningún humano o animal podía soportar vivir con él debido a su arrogancia y codicia, rompe el hielo sobre el que está parada. Jack le pregunta al padre Winter si puede volverse humano para estar con ella. El padre Winter le da una oportunidad, pero le advierte que Jack debe demostrar que puede tener éxito como humano, ganándose una casa, un caballo, una bolsa de oro y una esposa a la primera señal de la primavera.
Jack acepta y se vuelve humano, asumiendo la identidad de Jack Snip. Dirige una sastrería en la ciudad de January Junction con dos amigos que también se volvieron humanos, Snip, el fabricante de copos de nieve y Holly, la gitana de la nieve. Snip y Holly fueron enviados por el padre Winter para asegurarse de que Jack no se meta en problemas. Elisa está encantada con "Jack Snip", pero alberga sueños románticos de Sir Ravenal Rightfellow, un "caballero con armadura dorada".
Elisa pronto es secuestrada por Kraus y llevada a su castillo. Kraus también posee todo el ladrillo, oro y madera que solía tener January Junction. Después de que Elisa es rescatada por Sir Ravenal, Kraus promete destruir January Junction enviando mil Keh-Nights en un intento por recuperar a su novia y arroja a Jack, Snip y Holly al calabozo.
Jack renuncia a su humanidad para provocar la tormenta de nieve más grande de la historia, congelando a Kraus y sus 1000 Keh-Nights en el castillo. Snip y Holly también vuelven a ser sprites. Esta táctica funciona hasta que llega el Día de la Marmota. Como el cielo está nublado sin sol para proyectar sombras, Jack Frost usa su sombra mágica para asustar a Pete de regreso a la hibernación y continúa azotando la tormenta.
Finalmente, con solo 1 hora antes de la llegada de la primavera, Jack regresa a su forma humana para detener a Kraus engañando a sus Keh-Nights para que caminen desde la montaña helada hacia su destrucción imitando a Dommy. Luego, Jack hace que Kraus se caiga de su castillo y el Padre Winter literalmente lo aleja de Miserable Mountain, dejando a Jack para reclamar el oro para sí mismo; domestica a Klangstomper, convirtiéndolo en su caballo; y el castillo se convierte en su casa.
Él corre para pedirles a los padres de Elisa su mano en matrimonio, pero durante su ausencia, ella se ha enamorado de Sir Ravenal y él de ella. Jack vuelve a ser un espíritu para siempre, y sopla hielo sobre el ramo de la boda de Elisa, volviéndolo blanco. Cuando se le pregunta sobre el cambio, derrama una lágrima y dice: "Un viejo amigo acaba de besar a la novia". Snip le dice a Jack que el invierno no sería el mismo sin él.
Antes de volver a dormir, Pete dice que Jack Frost todavía le juega sus trucos para asegurarse de que haya 6 semanas más de invierno, pero no le importa porque disfruta del sueño extra.

## Reparto de voces
- Robert Morse como Jack Frost.
- Buddy Hackett como Pardon-Me-Pete.
- Debra Clinger como Elisa.
- Paul Frees como Father Winter, Kubla Kraus.
- Dave Garroway como reportero del Día de la Marmota.
- Dina Lynn como Holly.
- Sonny Melendrez como Sir Ravenal Rightfellow.
- Don Messick como Snip.
- Larry Storch como Papa.
- Dee Stratton como mamá.

## Equipo de producción
- Producida y dirigida por Arthur Rankin, Jr. y Jules Bass.
- Escrito por Romeo Muller.
- Música y letra de Maury Laws y Jules Bass.
- Diseño: Paul Coker, Jr.
- Productor asociado: Masaki Iizuka
- Supervisores de producción "Animagic": Akikazu Kono, Ichiro Komuro, Hiroshi Tabata, Seiichi Araki.
- Grabación de sonido: John Curcio, Dave Iveland, Glenn Berger, Robert Elder.
- Efectos de sonido: Tom Clack.
- Música arreglada y dirigida por Maury Laws.

© 1979 Rankin / Bass Productions, Inc.

## Medios domésticos
La concesión de licencias para Jack Frost fue relativamente laxa durante muchos años y ya a principios de la década de 1990, los distribuidores independientes de videos domésticos con descuento producían copias en VHS (y más tarde en DVD) a partir de impresiones de 16 mm. El especial, como se ha dicho ocasionalmente, no pasó a ser de dominio público; la Ley de derechos de autor de 1976 había entrado en vigor cuando se publicó el especial, que otorgó a Rankin/Bass y sus sucesores derechos de autor automáticos de 75 años, y el programa tenía un aviso de derechos de autor válido para empezar. 
En el otoño de 2008, Warner Bros. a través de Warner Home Video (propietarios de la biblioteca Rankin/Bass posterior a septiembre de 1974) relanzó el especial como una "versión oficial" en DVD, utilizando una impresión de 35 mm remasterizada digitalmente como original.